# Synagogue de Tours
La synagogue de Tours est un lieu de culte juif situé au 37, rue Parmentier. Elle est inscrite à l'inventaire supplémentaire des monuments historiques.

## Histoire
La synagogue de Tours fut construite en 1907 par l'architecte Victor Tondu, qui édifie également sur le même modèle la Synagogue de Vincennes , pour l'association cultuelle israélite de Tours grâce à un don de Daniel Osiris .

## Architecture
La synagogue se compose de deux bâtiments comme la Grande synagogue de Lyon : le premier, dont la façade donne sur la rue Parmentier, correspond à l'habitation du rabbin et le deuxième, en retrait, correspond à la Synagogue proprement dite, construite à la même époque. Les deux édifices, reliés entre eux, sont attenants à une petite cour.
Son style architectural mêle art nouveau et influence orientale. Les vitraux sont l'œuvre de Pierre Lux Fournier en 1949. Sur la façade de la synagogue se trouve une plaque commémorative dédiée aux 34 justes du département d'Indre-et-Loire inaugurée en 2005.

## Rabbinat
2016 à Aujourd'hui  Itzhak Adam TOUATI
- 2010 - 2015 : Nissim Malka
- 2015 - 2016: Ilan Attal